# Grèbe élégant
Aechmophorus occidentalis
Espèce
Statut de conservation UICN

 LC  : Préoccupation mineure
Le Grèbe élégant (Aechmophorus occidentalis) est une espèce d'oiseaux aquatiques appartenant à la famille des Podicipedidae.

## Sous-espèces
D'après la classification de référence (version 14.1, 2024) de l'Union internationale des ornithologues, le Grèbe élégant possède 2 sous-espèces :
- Aechmophorus occidentalis occidentalis (Lawrence, 1858) : Canada et États-Unis ;
- Aechmophorus occidentalis ephemeralis Dickerman, 1986 : Mexique.